# Gulnæbbet albatros
En gulnæbbet albatros (Thalassarche chlororhynchos eller Thalassarche carteri) er en stormfugl, som lever på den sydlige halvkugle (fra Atlanterhavet til New Zealand).